# Marcos Conigliaro
Marcos Conigliaro (Quilmes, 9 december 1942) is een voormalig  Argentijnse voetballer.
Conigliaro begon zijn carrière bij Quilmes, en na enkele overstaps werd hij groot bij Estudiantes. Hij maakte deel uit van het team onder leiding van Osvaldo Zubeldía, dat de Metropolitano van 1967 won en van 1968 tot 1970 laureaat was in de Copa Libertadores. In 1968 speelde hij de intercontinentale beker tegen Manchester United. Hij scoorde in de 28ste minuut en Estudiantes won de wedstrijd. In de terugwedstrijd werd het 1-1 waardoor de wereldtitel binnen was. Hij speelde ook in de gewelddadige wedstrijd om de intercontinentale beker tegen AC Milan in 1969 en tegen Feyenoord Rotterdam in 1970 die de club telkens verloor.
Na een tussenstop bij het Mexicaanse Jalisco speelde hij van 1972 tot 1974 voor SV Oudenaarde, dat in die tijd in de subtop van de Belgische derde klasse speelde. Zijn carrière werd beëindigd bij Everton.